# Pieter Groeneveldt
Pieter Groeneveldt (Batavia, 27 maart 1889 – Noordwijkerhout, 19 oktober 1982) was kunstenaar, keramist, dichter en aardewerkfabrikant. Hij volgde een opleiding als kunstschilder aan de Rijksacademie te Amsterdam. Daar had hij les gehad van Antoon Derkinderen en Nicolaas van der Waay. Teleurgesteld in zijn werk als portretschilder - hij wilde karakteristieke portretten maken, maar zijn Haagse clientèle wenste alleen ideaalbeelden te zien - begon hij een bloemenwinkel, Sheherazade. Zijn bloemwerken zette hij graag om in keramiek. Dat bracht hem in aanraking met de fabriek Amphora.
Zijn eerste aardewerk maakt hij bij de Tegel- en Fayancefabriek Amphora te Oegstgeest, waar hij draailessen kreeg van Gerrit de Blanken. Omstreeks 1925 had hij een eigen atelier in Wassenaar. Sinds 1927 had hij een werkplaats in Voorschoten aan de Donklaan, waar in 1938 de aardewerkfabriek Groeneveldt werd opgericht. Na het faillissement in 1973 werd de fabriek overgenomen door Delfos dat zelf in 1987 failliet ging.
Pieter Groeneveldt maakte in de laatste tien jaar van zijn leven veel unica, werkend vanuit zijn huis met serre in Voorschoten. Deze periode wordt de serreperiode genoemd. Het Museum Voorschoten bezit een grote Groeneveldt-collectie na het verwerven van de collectie Lamboo en de collectie Briët.
De Projectgroep Pieter Groeneveldt werkt aan een inventarisatie van het werk van Pieter Groeneveldt.

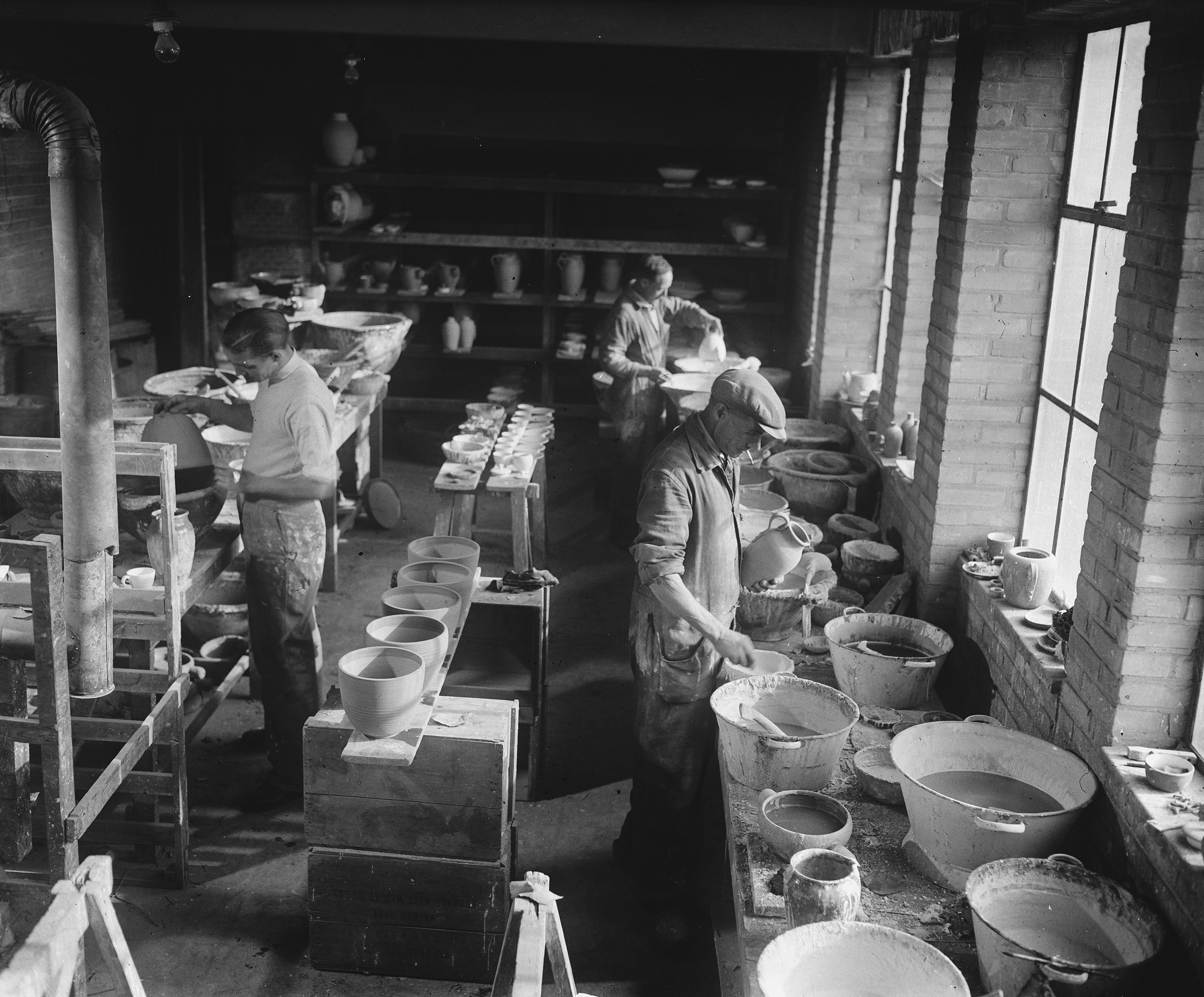
Aardewerkfabriek Groeneveldt in 1946
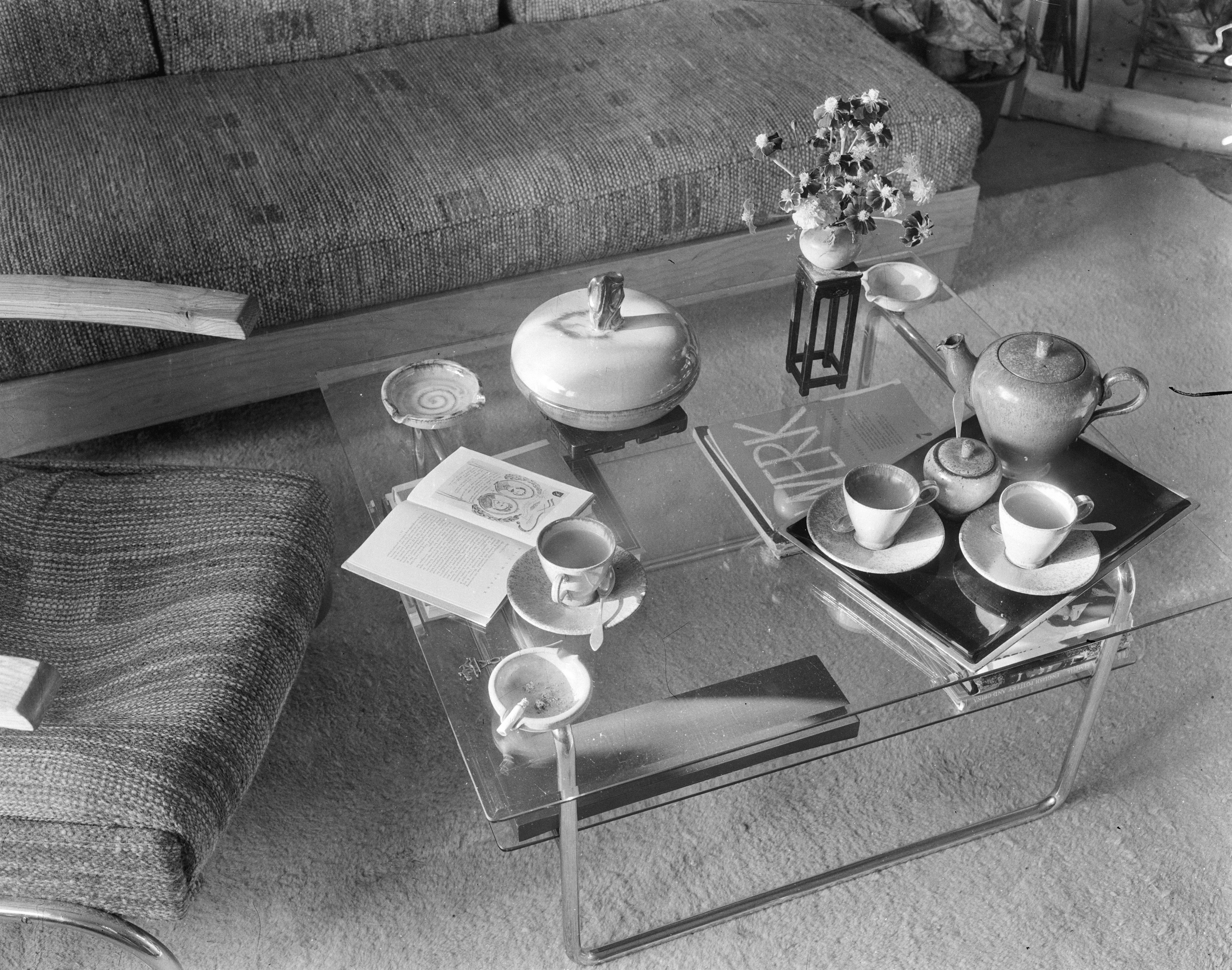
Showroom (1946)
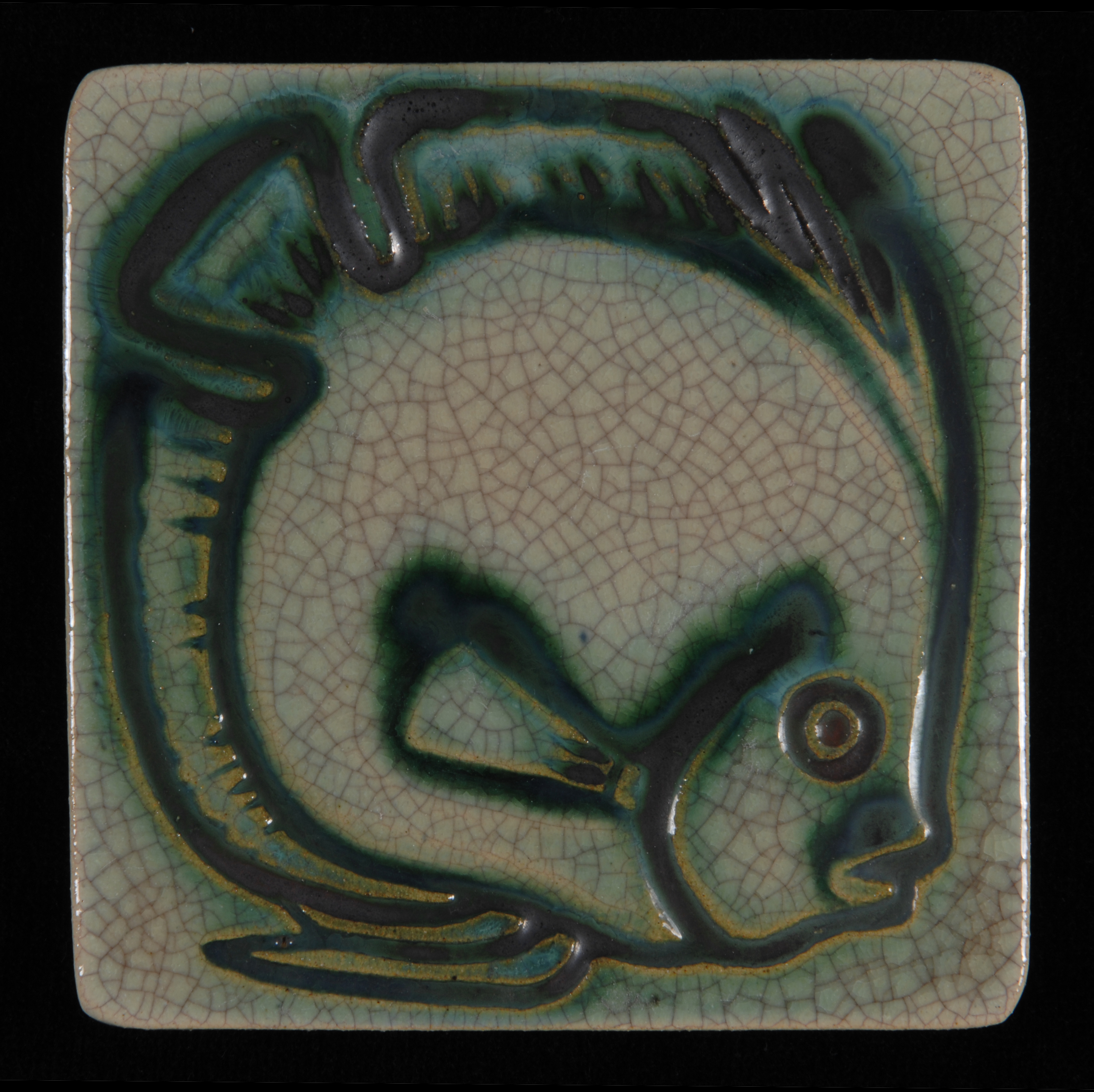
Jubileumtegel Rotterdamse Diergaarde 1957